# بيت الحليلة (الحيمة الداخلية)

تعديل مصدري - تعديل

بيت الحليلة هي إحدى قرى عزلة الأحبوب بمديرية الحيمة الداخلية التابعة لمحافظة صنعاء، بلغ تعداد سكانها 598 نسمة حسب تعداد اليمن لعام 2004.